# Microcystine

Strukturformel von Microcystin LR.

Microcystine sind Toxine bestimmter Cyanobakterien.

## Chemische Struktur

Grundstruktur

Microcystine sind cyclische Heptapeptide bzw. Oligopeptide (als Cyanopeptide bezeichnet) unterschiedlicher Aminosäurensequenz und gehören somit im weiteren Sinne zu den Eiweißen (nicht zu verwechseln mit der „Doppel“-Aminosäure Cystin). Bis heute sind über 80 Microcystin-Kongenere bekannt. Charakteristisch für Microcystine ist die untypische Aminosäure ADDA als Baustein. Die meist hydrophilen Microcystine haben unterschiedliche toxische Wirkung.

## Toxische Wirkungen
Die toxische Wirkung beruht auf einer hemmenden Wirkung auf die Proteinphosphatasen PP1 und PP2A. Proteinphosphatasen sind dafür zuständig, andere Proteine zu dephosphorylieren. Geschieht das nicht mehr, liegen die meisten Proteine in phosphoryliertem Zustand vor. Durch diese Hyperphosphorylierung kommt es zu einem Abbau des Zytoskeletts, die Zellen runden sich ab und gehen zugrunde. Die Aufnahme von Microcystinen durch das Vieh kann in belasteten Gegenden zu einem Viehsterben führen, beim Menschen können sie Schleimhautreizungen und (zum Teil allergische) Entzündungsreaktionen hervorrufen. Nach Aufnahme größerer Mengen kann es zu Durchfall und Erbrechen kommen und es zeigt sich ein hepatotoxischer (lebertoxischer) Effekt. Oral aufgenommene Microcystine werden im Dünndarm resorbiert. Über die Pfortader gelangen sie schlussendlich über spezielle Transporter (OATPs) in die Leberzellen.

## Vorkommen

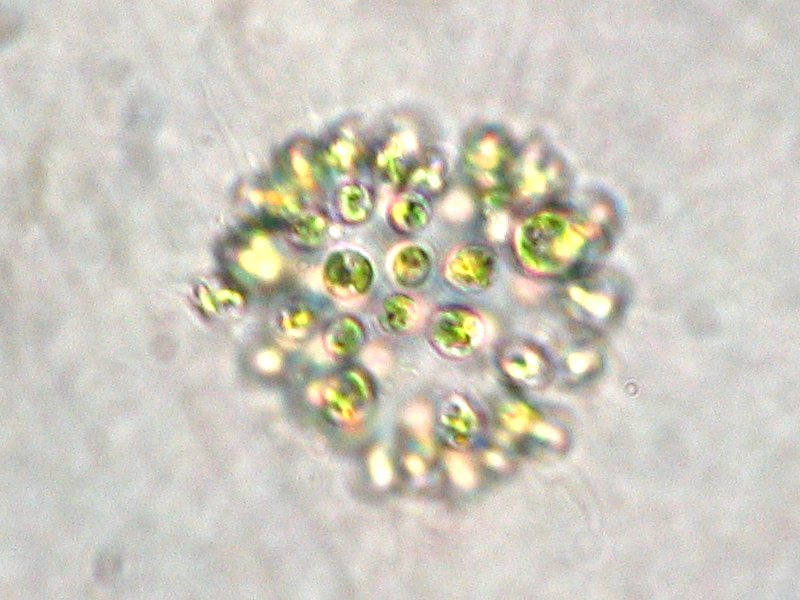
Microcystis aeruginosa

Microcystine kommen in vielen Cyanobakterienarten vor, am häufigsten in den Gattungen Microcystis und Planktothrix. Nach dem Absterben der Bakterien gelangen die Toxine in die Umwelt und können Oberflächengewässer und auch das Trinkwasser erreichen. Des Weiteren können Microcystine auch in Fertigprodukten (Spirulina oder AFA-Algen) enthalten sein, die aus Blaualgen hergestellt werden und als Nahrungsergänzungsmittel auf dem Markt sind.
Einige Mikroorganismen können Microcystine abbauen, dazu zählen z. B. Arten von Runella, Cellulophaga, Sphingobium yanoikuyae, Pseudomonas putida und Pseudomonas monteilii.

## Grenzwerte
Die Weltgesundheitsorganisation (WHO) hat 1998 einen vorläufigen Leitwert von 1 µg/l für eine der Strukturvarianten, das Microcystin-LR, angegeben. Dieser Wert wird häufig als Orientierung auch für die anderen Strukturvarianten oder die Summe aller Microcystine in einer Probe verwendet.